# Как не ошибаться. Сила математического мышления
Как не ошибаться. Сила математического мышления (англ. How Not to Be Wrong) ―  книга американского математика Джордана Елленберга, написанная им в 2014 году. Книга является бестселлером по версии The New York Times.

## Содержание
Математика — это не просто последовательность вычислений, которые нужно зубрить, пока у вас не хватит сил, как вам могло показаться в школе. Профессор Джордан Элленберг доказывает, что весь наш мир пронизан математикой. Она демонстрирует его скрытую красоту и логику и имеет прямое отношение к нашей повседневной жизни.
Автор показывает, как проблемы в политике, медицине, бизнесе, богословии решаются с помощью математики. А еще математически объясняет, за сколько времени нужно приезжать в аэропорт, что такое на самом деле «общественное мнение», почему у высоких родителей низкие дети, как выиграть в лотерею и множество других вещей.

## Отзывы
Билл Гейтс включил книгу в свой список «Пять книг, которые стоит прочитать этим летом» в 2016 году. Гейтс отмечает, что книга помогает ему понять, что «все мы все время занимаемся математикой».
Газета The Washington Post отмечает: «Чрезвычайная книга… Таланту Элленберга находить реальные жизненные ситуации, подтверждающие математические принципы, мог бы позавидовать любой учитель математики».

## Издание в России
Книга была переведена на русский язык и вышла в свет в издательстве «Манн, Иванов и Фербер» в 2017 году. Переводчик Н. Яцюк. ISBN 978-5-00100-466-0, 978-5-00117-411-0